# Championnat de Malte de football 1938-1939
Navigation
Saison précédente Saison suivante
La saison 1938-1939 de First Division Maltaise était la vingt-huitième édition de la première division maltaise.
Lors de cette saison, le Sliema Wanderers FC a conservé son titre de champion face aux trois meilleurs clubs maltais lors d'une série de matchs se déroulant sur toute l'année.
Les quatre clubs participants au championnat ont été confrontés à deux reprises aux trois autres.
Le Sliema Wanderers FC a été sacré champion de Malte pour la dixième fois.

## Les quatre clubs participants
| Club                | Stade            | Capacité | Ville      |
| ------------------- | ---------------- | -------- | ---------- |
| Melita FC           | -                | -        | San Ġiljan |
| Sliema Wanderers FC | Guze Fava Ground | 4 000    | Sliema     |
| St. George's FC     | -                | -        | Bormla     |
| Valletta City       | -                | -        | La Valette |

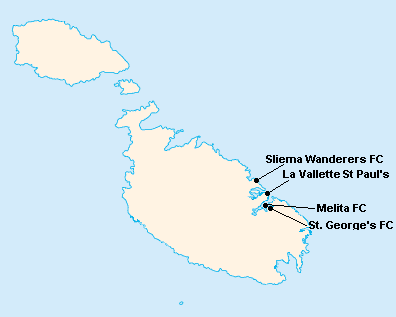
Localisation des clubs engagés dans le championnat.

L'île de Malte étant relativement petite, les clubs évoluent tous au stade National Ta'Qali (17 400 places). Certain cependant ont leur propre enceinte qu'ils peuvent éventuellement utiliser.

## Compétition

### Classement
| Rang | Équipe                  | Pts | J | G | N | P | Bp | Bc | Diff |
| ---- | ----------------------- | --- | - | - | - | - | -- | -- | ---- |
| 1    | Sliema Wanderers FC (T) | 11  | 6 | 5 | 1 | 0 | 17 | 4  | +13  |
| 2    | Melita FC (C) (P)       | 5   | 6 | 2 | 1 | 3 | 9  | 12 | -3   |
| 3    | St. George's FC         | 4   | 6 | 1 | 2 | 3 | 5  | 10 | -5   |
| 4    | Valletta City           | 4   | 6 | 1 | 2 | 3 | 4  | 9  | -5   |

| Légende : Qualifications et relégations | Légende : Qualifications et relégations                                                     |
| --------------------------------------- | ------------------------------------------------------------------------------------------- |
|                                         | (T) : Tenant du titre 1937-1938 (P) : Promu en 1937-1938 (C) : Vainqueur du Trophée Rothman |

## Bilan de la saison
| Tableau d'Honneur       |                     |
| Compétition             | Vainqueur           |
| First Division Maltaise | Sliema Wanderers FC |
| Trophée Rothman         | Melita FC           |

| Promotions et relégations            |                                           |
| Relégués en Second Division Maltaise | Aucun                                     |
| Promus de Second Division Maltaise   | Xewkija Tigers FC (en) Msida Saint-Joseph |